# Vuostojoki
Vuostojoki är en bäck som rinner upp vid en myr som heter Ruostenvuoma i norra Tornedalen Norrbotten vid  Masugnsbyn i Kiruna kommun. Vuostojokis biflöden är bland annat bäcken Rautajoki och ett uppgrävt dike från sjön Saittajärvi vid byn Saittarova i Pajala kommun. Bäcken rinner ut i Tärendö älv. 